# Heteroonops jurassicus
Espèce
Heteroonops jurassicus est une espèce d'araignées aranéomorphes de la famille des Oonopidae.

## Distribution
Cette espèce est endémique de la province de La Vega en République dominicaine,. Elle se rencontre vers Constanza dans le parc national Valle Nuevo.

## Description
Le mâle holotype mesure 1,93 mm et la femelle 2,12 mm.

## Publication originale
- Dupérré, Francisco, Santana-Propper, Agnarsson & Binford, 2020 : « Heteroonops (Araneae, Oonopidae) spiders from Hispaniola: the discovery of ten new species. » ZooKeys, no 964, p. 1-30 (texte intégral).